# 生田善子
生田善子（1988年11月26日—）是日本的女性聲優，隸屬於aptepro。岡山縣津山市出身。血型為A型。桐朋學園藝術短期大學畢業。

## 經歷、人物
- 電視、寫真雜誌、舞台為活動中心。2010年《閃光的夜襲》為聲優出道作。
- 喜愛畫插畫，也非常擅長。
- 喜愛吃大的蘿蔓捲，時常攜帶到現場。
- 討厭的食物是納豆與粘糊狀臭氣強的之類的東西。
- 到2010年為止是Ain't的成員[2]。

## 演出作品
※粗體字為主要角色。

### 電視
- 最新Hit Wednesday J-POP（NHK：2008年4月）
- GOLD HOUSE / 企畫固定班底（富士電視台：2009年5月－）

### 電視動畫
2010年
- 閃光的夜襲（苑樹雪菜）

2011年
- Zoobles!（奇米、可可）
- 武裝中學生（操作員的大姐姐）
- 迴轉企鵝罐（柏木雪菜）

2012年
- 松本零士「奧茲瑪」（歐嘉副官）
- 女神異聞錄4（護士）

2014年
- 47都道府犬R（岡山犬）
- 星刻龍騎士（科賽特·雪莉[3]、女學生）

2015年
- 百合熊風暴（百合咲露露[4]）
- 對魔導學園35試驗小隊（泉堂靜）

2016年
- 聖潔天使（露比）
- 野球少年（永倉節子）

2017年
- 最強番長是少女（日语：喧嘩番長 乙女）（金春實、粉絲3、霸凌者小孩2）

2018年
- 酒鬼妹子（朋友B）
- 實驗品家庭（翠西）

2019年
- 八月的棒球甜心（女子C、和香的母親、泉田京香、向月高校社員）
- 星光王子 KING OF PRISM -Shiny Seven Stars-（女子）

2020年
- 暗黑破壞神在身邊。（最上鈴蘭、女學生）
- 八男？別鬧了！（喬安娜、卡爾）
- ARGONAVIS from BanG Dream! ANIMATION（女子）

2021年
- 怪物事變（小孩）
- Hortensia SAGA 蒼之騎士團（柯尼、女性）

### 朗讀劇
- 朗讀劇「魔王勇者 人類宣言 〜無名少女 呼喚靈魂的解放〜」（村人）

### 遊戲
2013年
- 聖潔天使～第2風紀委員少女戰鬥〜（莉潔莉塔[5]、露比）
- 時空原素（普莉穆拉）

2020年
- 怪物彈珠（庚子啾咪）

#### 網路遊戲
- AIKA Online Exodus（雙槍手）
- DIVINE SOUL
- 瑪奇英雄傳（貝拉）

### 音樂CD
- Chance  [CRESCENT] （2011年4月20日發售）

### 電影
- L change the WorLd（2008年2月8日上映）- 女僕 役
- Hard Life 〜戀愛和打架和特攻服〜（2011年4月上映）- 李鈴 役

### 舞台
- amipro×KENPRODUCE「海冥之城 白之姬君」（2009年12月）
- Shockhearts「Universe」（2011年8月）
- 朝倉薰的少女人偶舞台幻奏之宴（2012年2月）

### 廣告
- 成田學院（朝日新聞廣告局　2008年4月）

### 其他
- 津山市中央消防署一日消防長（2012年11月8日）[6]

## 外部連結
- （日語）事務所公開簡歷 （页面存档备份，存于）
- （日語）http://ameblo.jp/ikutayoshiko/ （页面存档备份，存于）（Ameba）
- （日語）生田善子的X（前Twitter）